# Грозне
Гро́зне — селище Вуглегірської міської громади Горлівського району Донецької області, Україна.

## Населення
За даними перепису 2001 року населення селища становило 90 осіб, із них 80 % зазначили рідною мову українську, 20 % — російську